# الجدول الزمني للموصل
في ما يلي تسلسل زمني لتاريخ مدينة الموصل، العراق.

## قبل القرن السادس عشر
- عام 570 للميلاد: تأسس دير مار إشايا عبر النهر من نينوى. المستوطنة المحيطة تتطور في وقت لاحق.[1]
- 641 م - القوات العربية لعتبة بن فرقد تأخذ حصنًا في المستوطنة.[1]
- 847 م - 24 نوفمبر: زلزال.
- 874/875 م - تغليبي خضر بن أحمد واليًا.[1]
- 880 م: إسحاق بن قندج يصبح حاكما.[1]
- 892 - الموصل تحاصرها قوات هارون بن سليمان وبنو شيبان.[1]
- 907 - الحمدانيون في السلطة.[1]
- 990 - العقيليون السوريون في السلطة.[2]
- 1095/1096 - السلاجقة في السلطة.[1]
- 1127/1128 طرد السلاجقة عماد الدين زنكي.[1]
- 1146 - سيف الدين غازي الأول في السلطة.
- 1170 - بدء بناء جامع النوري الكبير.[3]
- 1182 - حاصر صلاح الدين الموصل خلال حكم عز الدين مسعود.[1]
- 1185 - محاصرة الموصل للمرة الثانية من قبل قوات صلاح الدين.[1]
- 1224 - استيلاء قوات بدر الدين لؤلؤ على الموصل.[3]
- 1239 - بني مشهد الإمام يحيى بن القاسم (ضريح) بالقرب من المدينة.[3]
- 1248 - بناء ضريح الإمام عون الدين.[4]
- 1258 - نهب الموصل من قبل قوات هولاكو خان.[5]
- 1262- تموز / يوليو: احتلال القوات المغولية الموصل.[6]

## القرنين السادس عشر والتاسع عشر
- 1516 - العثمانيون في السلطة.[6]
- 1535 - إنشاء الإدارة العثمانية الموصل إيالت.
- 1623 - استيلاء القوات الفارسية على الموصل (تاريخ تقريبي).[7]
- 1625 - طرد الفرس: العثمانيون في السلطة مرة أخرى.[7]
- 1719 - ساري مصطفى يصبح محافظا.[8]
- 1730 - عين حسين جليلي محافظا.
- 1733 - حاصرت قوات نادر خان الموصل.[7]
- 1743 - حصار القوات الفارسية للموصل (1743).[7]
- 1745 - معركة الموصل (1745) قاتل في محيط المدينة.
- 1826 - الاضطرابات عزل المحافظ يحيى الجليلي.[7]
- 1839 - بدأ الإصلاح الإداري العثماني بموجب مرسوم صادر عن جولهان.[6]
- 1854 - «تمرد» على الإصلاح الإداري.[6]

## القرن العشرين
- 1920 - عدد السكان: 703378 نسمة في ولاية (المحافظة).[9]
- 1926 - أصبحت الموصل جزءًا من المملكة العراقية بموجب حكم عصبة الأمم.
- 1947 - عدد السكان: 133625 نسمة في المدينة؛ 595190 في المحافظة.[10]
- 1957 - تشكيل نادي الموصل لكرة القدم.
- 1960 - نشر جريدة الشبيبة.
- 1965 - عدد السكان: 264146.[11]
- 1967 - تأسيس جامعة الموصل
- 1969
- Mosul Spring Festival [مهرجان الربيع في الموصل]يبدأ.
- بناء شركة التأمين الوطنية.[12]
- 1970 - عدد السكان: 310.313 (تقديري).[13]
- 1986 - بدأ تشغيل سد الموصل قرب المدينة.
- 1987 - عدد السكان: 664221.[14]

## القرن الواحد والعشرون
- 2003 - آذار (مارس) - أيار (مايو): غزو القوات بقيادة الولايات المتحدة للعراق عام 2003 ؛ احتلال مطار الموصل الدولي.
- 2004
  - 24 حزيران: 2004 تفجيرات الموصل.
  - تشرين الثاني: معركة الموصل (2004).
- 2007-23 نيسان: نيسان 2007 مذبحة الموصل.
- 2008 - حملة نينوى.
- 2013- نيسان: مظاهرة مناهضة للحكومة.[15]
- 2014
  - 4-10 حزيران / يونيو: احتلال الموصل من قبل قوات الدولة الإسلامية في العراق والشام.[16]
  - حزيران / يونيو: بدأت عمليات الإعدام الجماعية في تنظيم الدولة الإسلامية في العراق والشام (داعش) في الموصل.
  - 16-19 آب: معركة سد الموصل بالقرب من المدينة.
- 2015- كانون الثاني: هجوم الموصل (2015).
- 2016- تشرين الأول: بدء معركة الموصل (2016-2017).[16]
- 2017
  - 21 حزيران / يونيو: تدمير جامع النوري الكبير.[17]
  - تموز: الجيش العراقي يستولي على المدينة.